# Serpyllopsis caespitosa
Serpyllopsis caespitosa là một loài dương xỉ trong họ Hymenophyllaceae. Loài này được C. Chr. mô tả khoa học đầu tiên..
Danh pháp khoa học của loài này chưa được làm sáng tỏ. 